# アフリカと中国の関係

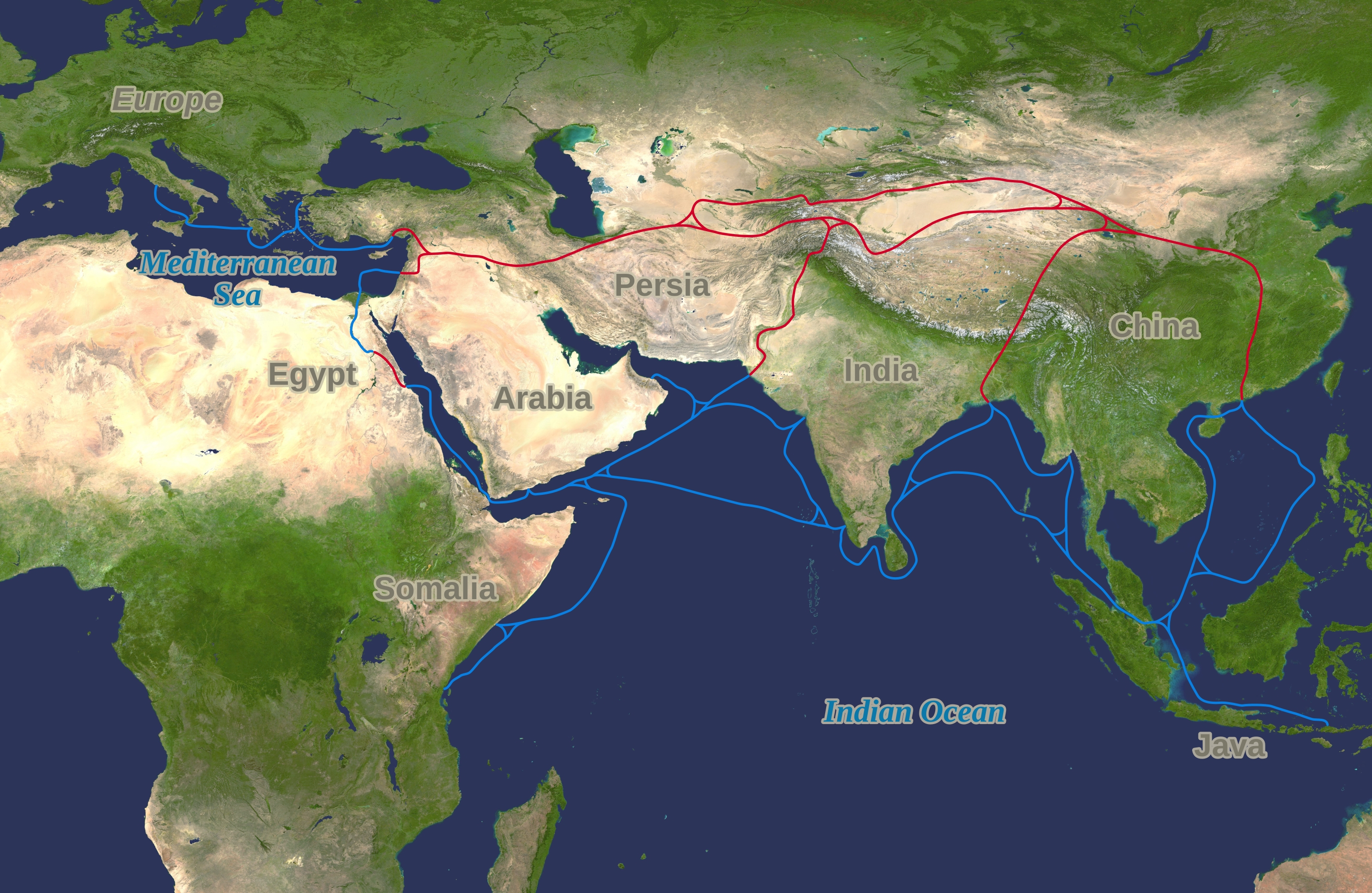
シルクロードを中心とした1世紀頃の交易路を示す地図

アフリカと中国の関係（アフリカとちゅうごくのかんけい、英語: Sino-African relations）とは、中国とアフリカ大陸との間の歴史、政治、経済、軍事、社会、文化的な関係である。 
両地域の近代以前の関係については、交易関係を記録した古代の文献が残っている。とりわけ中世の、14世紀モロッコの学者・旅行者イブン・バットゥータの中国の一部への旅、14世紀のソマリ族の学者・探検家モガディシュのサイードの中国への訪問、そして15世紀明朝の鄭和の航海が知られる。 
近代における関係は、中華人民共和国初期、すなわち国共内戦で中国共産党が勝利した毛沢東の時代に始まる。とりわけ21世紀に入ってから、中華人民共和国はアフリカ諸国との経済関係をますます強くしている。アフリカには推定100万人の中国人が居住している。また、20万人のアフリカ人が中国で働いていると推定されている:99。両地域の貿易量は1990年代に700％増加しており、中国がアフリカの最大の貿易相手国となっている。2000年10月には、この関係を強化するための公式フォーラムとして、中国・アフリカ協力フォーラム（FOCAC）が設立された。 
英国や米国など一部の欧米諸国は、中国がアフリカで務めている政治・経済・軍事的に重要な役割に懸念を抱いている。中国外務省は、中国のアフリカとの発展への関与を強調する一方で、中国とアフリカは「開発途上国の合法的な権利を維持し、世界の新しく公正な政治経済秩序の創造を推進するために共同で努力している」と述べている。 
そのほか、2021年現在、エスワティニは台湾と関係を持つ唯一のアフリカの国である。 

## 歴史的関係

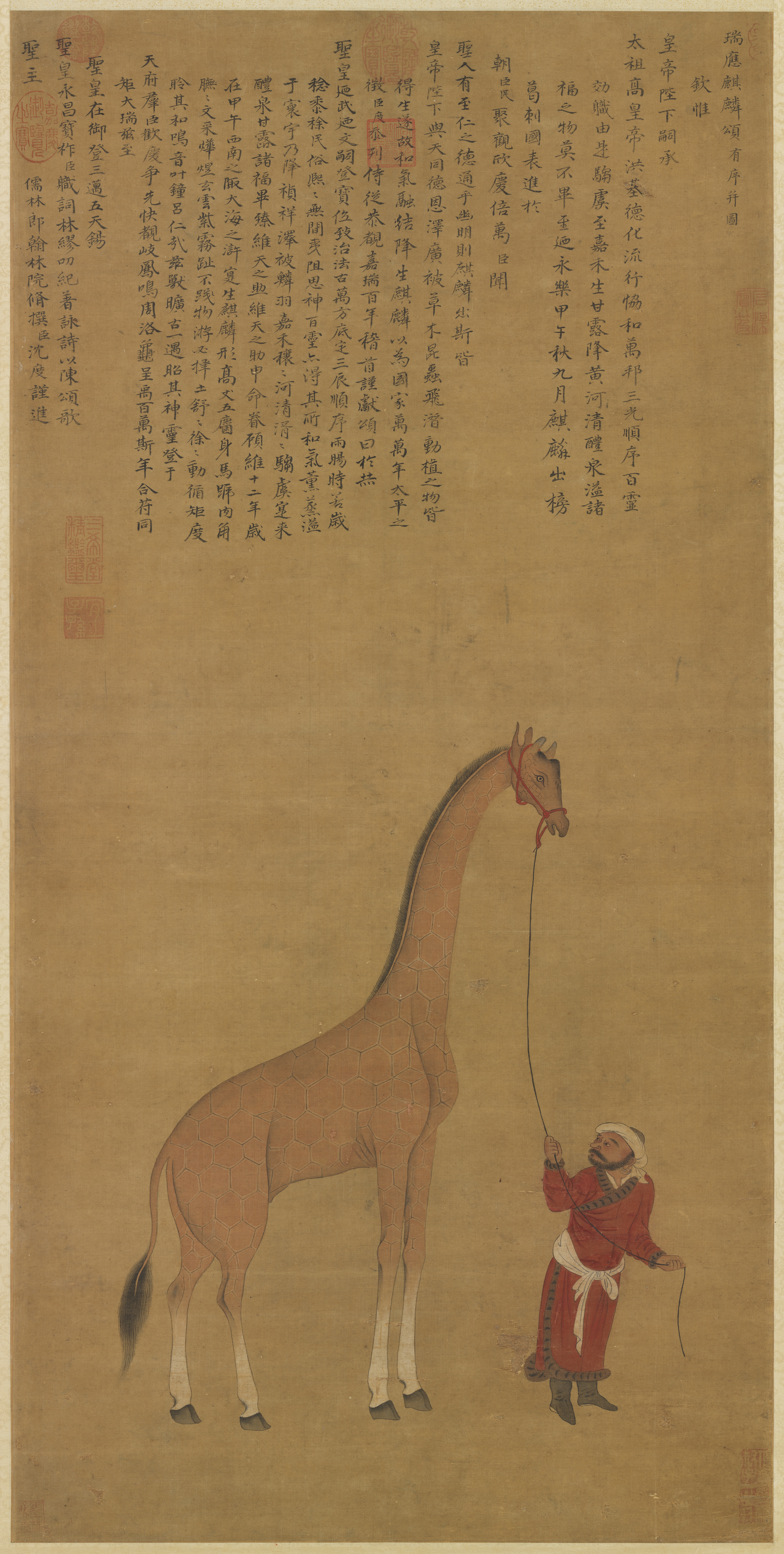
鄭和の航海によって贈られたキリン（『瑞応麒麟図』）

中国とアフリカの間には、紀元前202年から西暦220年までさかのぼり、時には第三者を介した貿易史がある。2世紀の北アフリカ（エジプト、アエギュプトゥス）で活動したプトレマイオスは、シルクロードの陸路と航路それぞれの交易相手として、中国人を二つの民族として認知していた。一方は絹の民「セレス」（Seres）、もう一方は南方貿易の民「シナイ」（Sinai）であり、後者の名前はおそらく秦朝に由来している。  
アフリカ人で最初に中国と接触したのは、アジュラーン・スルタン国のソマリ族だったと考えられている。同国の跡地にあたるモガディシュとタンザニアのキルワでの考古学調査では、中国由来の通貨が多く発見されている。リチャード・パンクハーストによると、その通貨の大部分は宋代のものであるが、明代と清代も含まれているという。ソマリ族の商人は、キリンやシマウマ、香料などを中国の明朝に輸出し、アジアとアフリカ間の交易のリーダーとなった。  
14世紀、モロッコの旅人兼学者のイブン・バットゥータは、アフリカやアジアへの長い旅をした。彼はインドに滞在した後、1345年4月に中国に到着した。その後、インドのトゥグルク朝のスルタン・ムハンマド・ビン・トゥグルクの中国への使者として仕えた。彼は以下のように書いている。 
 中国は旅人にとって最も安全で、最もよく規制された国である。大金を所持して9ヶ月の一人旅に出ても、何の不安もなく行くことができる。絹は貧しい僧侶や乞食の衣服にさえ使われている。磁器は陶磁器の中で最高のものであり、鶏は我が国のガチョウよりも大きい。 
一方、中国の文献で最初にアフリカに言及したのは、9世紀唐代、段成式の『酉陽雑俎』である。これは雑多な知識を集めた書物で、その中にソマリア北部の港町ベルベラを指す土地の記述がある。宋代の1226年には、中国福建の港町泉州の市舶司、趙汝适が、ソマリアやザンジバルについての地誌『諸蕃志』を著した。 
明代の提督、鄭和が艦隊を率いておこなった大航海（鄭和の大航海）は、インド洋沿岸を通ってソマリア沖およびアデン湾をまわった後、モザンビーク海峡まで海岸線をたどっていった。この遠征の目的は、中国文明を広め、中国の強さを示すことであった。鄭和は明の皇帝永楽帝からの贈り物を持参し、現地の支配者に称号を与え、朝貢国の成立を目指した。1415年10月、鄭和はアフリカの東海岸に到達し、永楽帝への贈り物として2頭のキリンの最初のものを送った。 
鄭和の大航海に関しては、ケニア沖のラム島に関する、次のような逸話がある。考古学者はケニアの村で唐代に作られた中国の磁器を発見しているが、これらは鄭和が持ち込んだものと考えられている。また、地元の口承によれば、数百年前、鄭和の船団の一員であった可能性のある中国人船員20人が、そこに漂着したとされる。彼らは危険なニシキヘビを退治した後、地元の部族に定住許可を与えられ、イスラム教に改宗し、地元の女性と結婚した。現在、彼らの子孫はわずか6人しか残っていないと考えられている。2002年に女性の一人にDNA検査が行われ、彼女が中国系であることが確認された。その後、彼女の娘にあたるムワマカ・シャリフ（Mwamaka Sharifu）が、中国政府の奨学金を得て、伝統的な中国医学（TCM）を学ぶために中国に留学した。
そのようなラム島に関しては、ナショナルジオグラフィックが2005年7月に、記者フランク・ビビアーノによる次のような記事を掲載している。彼がラム島に滞在中、ラム群島を構成するパテ島を訪れていたとき、ラム島周辺で陶器の破片が発見された。地元のスワヒリ歴史博物館の行政官は、それらが中国、とくに鄭和の東アフリカ航海時の物と主張した。パテ族の目は中国人に似ていて、ファマオとウェイという名前はその中のいくつかの名前で、中国起源ではないかと推測された。彼らの祖先は、中国の明の船員が難破した際に結婚した先住民の女性から来たと言われている。パテ島の2つの場所は「オールド・シャンガ」と「ニュー・シャンガ」と呼ばれ、中国の船員たちが名付けた場所であった。中国人の子孫だと主張する地元のガイドがフランクに島のサンゴで作られた墓地を見せたが、それは「半月状のドーム」と「段々の入口」を完備し、中国の明代の墓とほぼ同じと著者は記している。 
ここまでに述べたのは、全て北東アフリカに関する歴史だが、アフリカ南部に関する歴史もある。メラニー・ヤップとダニエル・レオン・マンの著書「Colour, Confusions and Concessions: the History of Chinese in South Africa」によると、中国元代の地図作者の朱思本は、1320年に地図の一つに南部アフリカを描いている。ジンバブエと南アフリカで発見された陶磁器は、宋代の中国にまで遡った。ケープタウンの北にある部族の中には、13世紀に中国の船員の子孫と主張する部族もいるが、彼らの外見は中国人に似ていて、肌の色が薄く、北京語のような音調の言語を使う。彼ら自身は自らを「放棄された人々」と呼び、彼らの言語では「アワトワ」（Awatwa）という。また、彼らとは別に中国系南アフリカ人もいる。 

## 脱植民地化と現代の関係

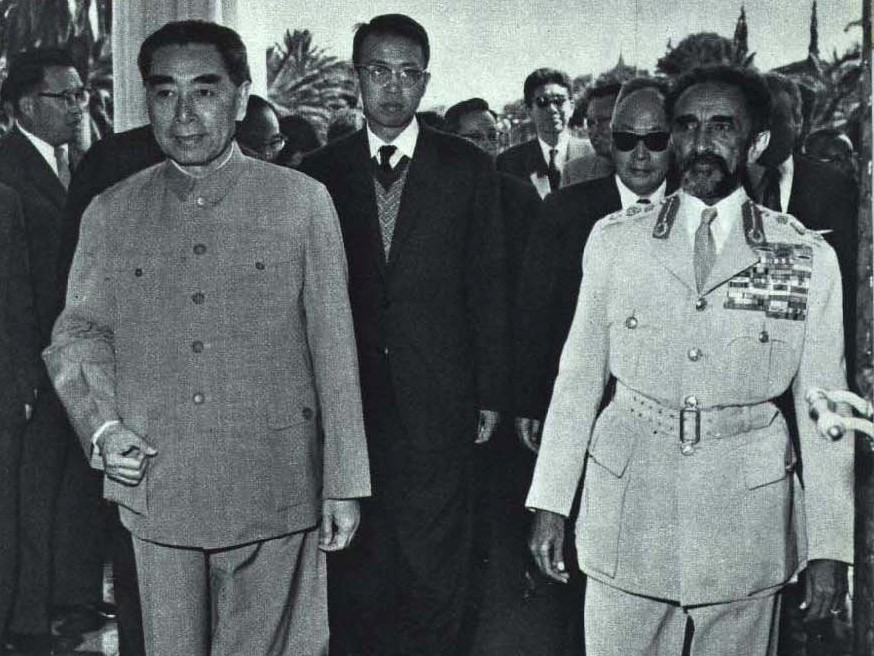
1960年代、中華人民共和国はアフリカ諸国との外交関係を次々と構築していった。写真は1964年にエチオピアを訪問したハイレ・セラシエ皇帝と会談した周恩来総理。

近代の中国・アフリカ間の関係構築は、中国がアルジェリア、エジプト、ギニア、ソマリア、モロッコ、スーダンと二国間貿易協定を締結した1950年代後半に始まった。周恩来は1963年12月から1964年1月までの間に10か国を訪問した。周恩来はガーナを訪問し、アフリカの統一を望んでいたクワメ・エンクルマと親密な関係を築いた。この時の関係は、概して中国の外交政策を反映したものであることが多かった。中国は「両超大国に対抗する国際的な統一戦線の一環として、民族解放戦争と革命を奨励するために、アフリカ諸国と解放運動との関係を深め、経済的、技術的、軍事的支援を提供し始めた」のである。中国はまた、ヨーロッパの植民地主義との闘いの間、アフリカを支援していた。 

### 外交

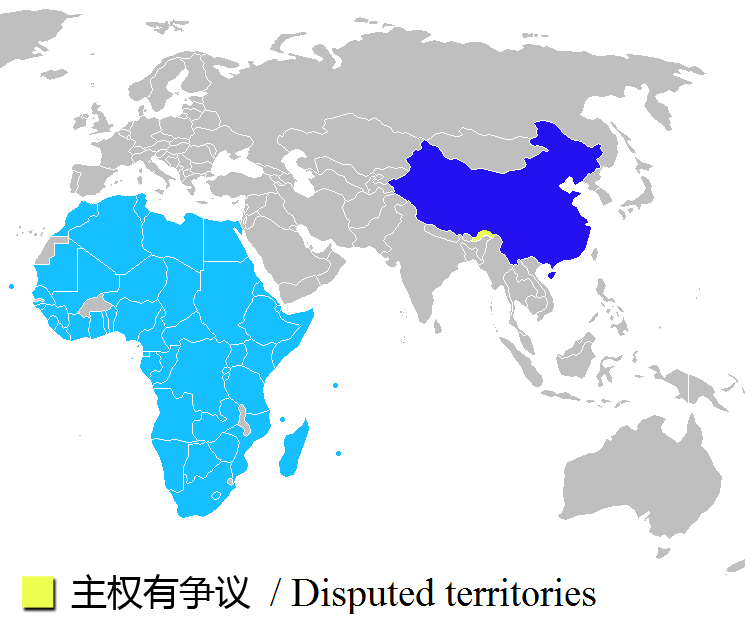
FOCAC（中国・アフリカ協力フォーラム）のメンバー

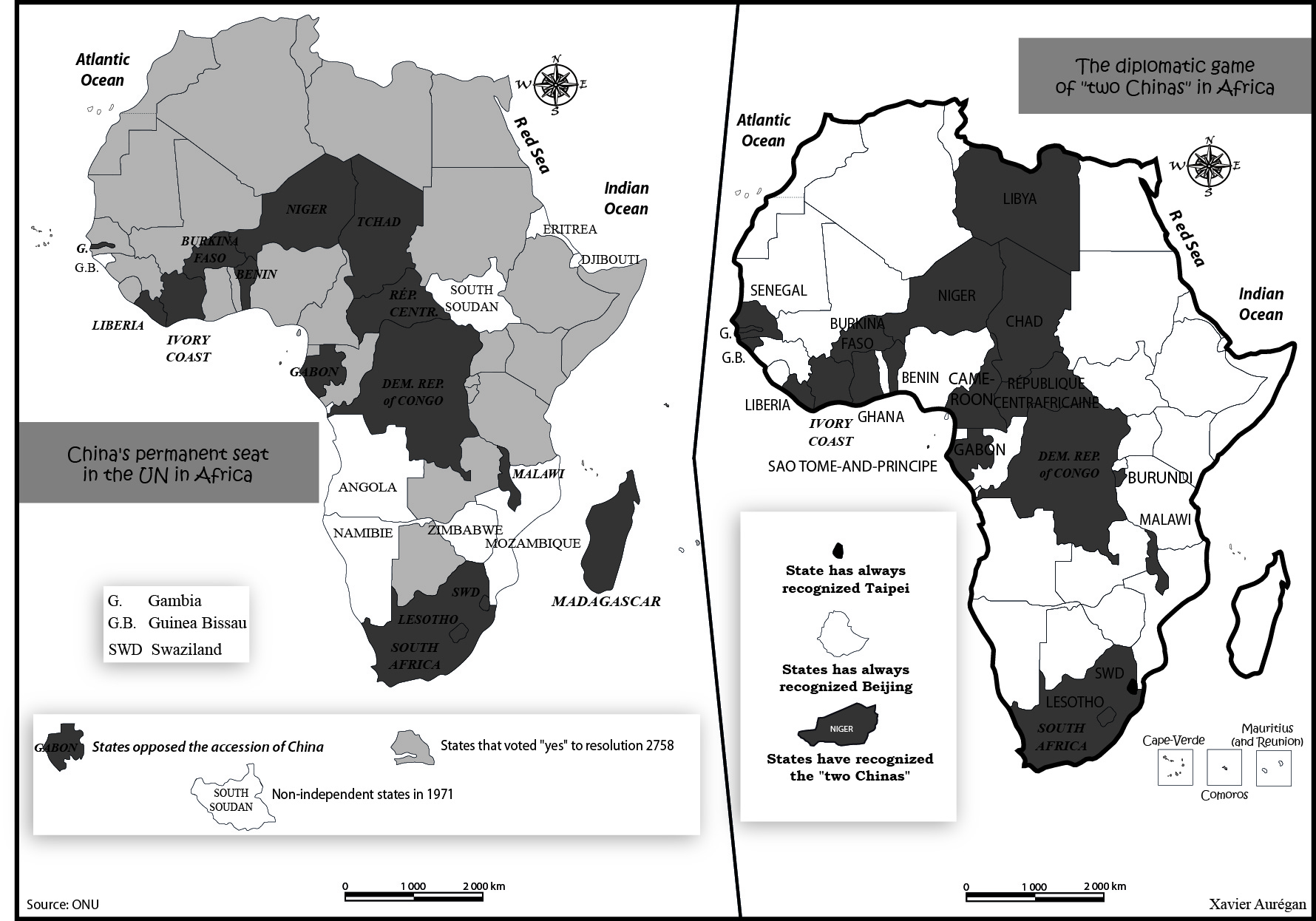
アフリカにおける中国の国連常任理事国の座と、アフリカにおける「2つの中国」の外交ゲーム

近代の二国間関係は、主に冷戦と共産主義イデオロギーの影響を受けていた。中国はもともと南アフリカの反アパルトヘイト・解放運動であるアフリカ民族会議（ANC）と密接な関係を持っていたが、中国のソ連との関係が悪化し、ANCがソ連に近づくにつれて、中国はANCから汎アフリカ会議へ近づいた。ソ連はジョシュア・ンコモのジンバブエ・アフリカ人民同盟を支援し、武器を供給した。ロバート・ムガベがジンバブエ・アフリカ民族同盟愛国戦線のためにソ連の支援を得ようとしたが、これが却下され、ムガベは中国との関係に入ることになった。中国はいくつかの原則を採用しており、その中にはアフリカ諸国の独立を支持し、インフラ事業に投資するというものがあった。1970年代には、エジプトとスーダンからのソ連軍事顧問の追放は歓迎され、中国による武器供給が行われた。中国とザイール（とサファリクラブ）はアフリカで共通の目標、すなわち地域でのソ連の権力増強を止めることを共有していた。したがって、ザイールと中国は、キューバ人の支援を受け増強されたMPLAが政権を握るのを防ぐために、FNLA（後にUNITA）に密かに援助を送っていた。中国とサファリクラブは、第一次シャバ紛争（1977年）の際にモブツ政権を支援するために援助を送った。ソマリア民主共和国は、冷戦時代を通じてソ連と良好な関係を築いていた。大ソマリアを作ろうとしたソマリアはエチオピアに宣戦布告し、ソ連の援助を受けて3ヶ月でオガデン地域を奪取したが、ソ連がソマリアからエチオピアに支援を移すと、エチオピアがオガデン地域を奪還した。これはシアド・バーレを怒らせ、ソビエト人の顧問や市民を全員ソマリアから追放し、中国とサファリクラブは外交的にも軍事的にも形ばかりの援助でソマリアを支援した。 
台湾問題は中華人民共和国にとって重要な政治問題である。1971年、中華人民共和国（PRC）が国際連合に加盟し、中華民国（RON）の座を引き継いだのは、アフリカ諸国の支持が大きかったからである。アルジェリア、エジプト、エチオピア、ザンビアなど多くのアフリカ諸国は、「一つの中国政策」を強く支持してきた。アフリカの一国、エスワティニだけが台湾との関係を維持している。国連の常任理事国へアフリカが入ることを目指して、アフリカ最大の国であるナイジェリアは中国の支援に頼っているが、エジプトはアメリカの支援を期待している。 
1997年以降、約40人のアフリカ諸国の首脳が中国を訪問している。2000年10月に北京で開催された中国・アフリカ協力フォーラム（FOCAC）は、中国とアフリカ諸国との初の合同会議となった。 
2019年7月、アルジェリア、アンゴラ、カメルーン、コンゴ、コンゴ民主共和国、エジプト、エリトリア、ナイジェリア、ソマリア、南スーダン、スーダン、ジンバブエなどアフリカの37カ国の国連大使が、新疆ウイグル自治区のウイグル人などのイスラム教少数民族に対する中国の待遇を擁護する国際連合人権理事会（UNHCR）への共同書簡に署名した。 

### 経済
1980年には、中国・アフリカ間の貿易額は10億ドルであったが、1999年には65億ドル、2000年には100億ドルとなった。中国・アフリカ貿易の総計は、2006年に550億ドルに跳ね上がる前に、2005年までに397億ドルに達し、中国はアフリカ諸国と9100億ドルの貿易額を持っていたアメリカに次ぐアフリカの二番目に大きい貿易相手国になった。また、伝統的なアフリカの経済パートナーであり、旧宗主国フランスとの貿易額470億ドルを中国は越えた。2010年にアフリカと中国間の貿易額は1140億ドルで、2011年には1663億ドルであった。2012年の最初の10か月では1639億ドルだった。 
アフリカで事業をしている中国企業は推定800社あり、そのほとんどがインフラ、エネルギー、銀行セクターに投資している民間企業である。移住した中国人起業家による投資は、現地アフリカ社会にプラスの効果（間接的な雇用）とマイナスの効果（現地商人の離反）をもたらしている。無条件で低金利の融資限度額（金利は15年から20年で1.5％）は、より制限された条件付きの欧米の融資に取って代わった。2000年以降、アフリカ諸国が中国に対して負う100億ドル以上の債務が取り消されている。 
中国の石油供給の3分の1は、アンゴラを中心としたアフリカ大陸からのものである。中国企業のエネルギー分野への投資は近年、高水準に達している。ナイジェリアやアンゴラのように、石油・ガスの探査・生産取引額が20億ドル以上に達したケースもある。これらの投資の多くは、インフラ構築や貿易取引と引き換えに、援助と融資を合わせたパッケージである。 
農業分野では、ベナンとサヘル諸国のブルキナファソとマリ共和国が中国の綿花需要の最大20％を供給している。コートジボワールは中国にココアを供給していて、コーヒーの大規模な出荷はケニアから輸入されている。水産物に関しては、ナミビアが依然として主要な供給国の一つである。
2011年の間に、アフリカと中国の間の貿易は前年比33％増の1660億ドルと驚異的な伸びを示した。これには、主に鉱石、石油、農産物を中心とした930億ドルに達するアフリカからの中国の輸入と、主に製造品を中心とした930億ドルに達するアフリカへの中国の輸出が含まれている。急速に拡大しているアフリカ大陸と中国間の貿易を概説すると、世界のこれら2地域間の貿易額は、2012年の最初の5ヶ月間に、前年比22％以上増加して805億ドルに達した。2012年1 ～ 5月の間にアフリカからの輸入は25.5％増の496億ドルとなり、機械、電気製品・消費財、衣料品・履き物などの中国製品の輸出は17.5％増の309億ドルに達した。中国は2011年も4年連続でアフリカ最大の貿易相手国であり続けている（2008年から）。 
アフリカへの中国の投資増加を保護する必要性は、中国のこれまでの他国の内政問題への不干渉から、南スーダンやマリの混乱を解決しようとする新たな外交的・軍事的取り組みへのシフトをもたらしている。投資を保護し、地政学的な台頭を強化するために、中国はアフリカの角にあるジブチに初の軍事基地を開設した。政治学者たちは、この動きが中国・アフリカの関係に新たな段階をもたらすとの見解を示している。「2017年夏にアフリカに中国初の軍事基地を開設したことは、中国の外交政策に新たな時代の到来を告げるものである。中国の経済的・政治的野心が高まり続ける中、ジブチ基地は必要に応じて大陸の平和と安全の維持に貢献することが期待されている。これは、中国が大陸最大の貿易相手国となったアフリカを中心とした世界各地での中国の継続的な成長を強化することになるだろう。」
2015年12月に南アフリカのヨハネスブルグで開催されたFOCACの会合で、中国の習近平総書記（最高指導者）はアフリカ大陸への融資と支援として3年間で600億ドルを約束した。中国の取り組みは、輸出用の商品を製造する工場を支援することである。道路や港湾とともに、ナイジェリアのムハンマド・ブハリ大統領は、海岸線に沿って停滞している鉄道プロジェクト、特にラゴスからカラバルまでの1400kmの鉄道を完成させたいとの意向を示し、約20万人の雇用を創出した。 

### 援助
中国はアフリカ独立運動を強く支援し、1960年代と1970年代に新たに独立したアフリカ諸国に援助を与えた。最も注目すべき初期のプロジェクトの中には、ザンビアとタンザニアを結ぶ1,860kmのタンザン鉄道があり、中国は1970年から1975年まで資金調達と建設を支援した。プロジェクトを完成するために約50,000人の中国人技術者および労働者が大陸に送られた。1978年までに、中国は米国よりも多くのアフリカ諸国に援助を与えていた。中国はアフリカの主要な援助国になりつつあるため、アフリカ諸国の政府は、アフリカ経済の発展のために中国の援助を活用する適切なメカニズムの策定が求められている。  
アフリカ連合本部は中国政府が全額出資して建設された。 

### 保健医療
中国は1960年代からアフリカに向けて一種の「健康外交」を行ってきた。保健医療の開発と医療支援は、協力活動の主な成功分野の一つである。1960年代初頭から2005年の間に、15,000人以上の中国人医師が47ヶ国以上の患者の治療支援のためアフリカを訪問した。医疗队（yiliaodui）と呼ばれる医療チームは、同期間に1億7000万人以上の患者を治療してきた。 
2001年、G8のメンバー国は、国連が支援する世界エイズ・結核・マラリア対策基金を設立し、当初の予算は100億ドルであった。2007年にはさらに11億ドルの追加拠出が中国の昆明で承認され、そのうち66％がアフリカに充てられた。同年9月、中国はコンゴ民主共和国に2010年3月完成予定のプロジェクトとして、31の病院施設と145の小規模医療センターの建設を約束した。 

### 軍事
軍事協力は、中国がアフリカの解放運動の支援に熱心だった冷戦時代にさかのぼる。ソマリアやタンザニアのような長年の同盟国とは別に、中国はエジプトのような非同盟国との軍事的関係も持っていた。1955年から1977年の間にアフリカ諸国に1億4,200万ドル相当の軍事装備が販売された。ソビエト連邦の崩壊から20年以上経過した現在、軍事関係はイデオロギーよりもビジネス上の利益に基づいたものとなっている。 
最近では、中国は平和維持活動に参加するため、大陸に軍隊を派遣している。2004年には、中国は国連傘下に約1,500人の兵士を配備し、リベリアとコンゴ民主共和国の間に派遣したが、2011年以降、「戦闘」部隊と称される歩兵部隊を派遣したのは、中国のみである。2007年7月には、中国は国際連合安全保障理事会決議1769の可決を支持し、国際連合アフリカ連合ダルフール派遣団（UNAMID）に兵力を提供している。また、中国は2007年現在、アフリカ14カ国に14の駐在武官を置いている一方、北京にはアフリカ18カ国から駐在武官がいる。平和の創造とは別に、中国は一部の国に軍事訓練や装備を提供しているが、これは軍隊の配備を必要としないものである。2015年12月に南アフリカのヨハネスブルグで開催されたFOCACの会議で、中国の習近平総書記は「アフリカはアフリカ人のものであり、アフリカの問題はアフリカ人が処理すべきだと中国は強く信じている」と再表明した。中国の最新の軍事的努力は、テロリストの過激派と戦うためのものであり、アフリカの地域紛争ではない。中国の無人機はアフリカ全域で増殖し、エジプト、リビア、アルジェリア、ナイジェリアで数百の破壊的攻撃を実行している。 
中国のサプライヤーは競争力ある価格で提供するため、ロシアなどの伝統的なサプライヤーから中国に生活必需品の源を移すアフリカ諸国が増えている。中国による一部のアフリカ諸国への武器販売は、戦争犯罪で非難されるスーダンのような買い手がいるため欧米の評論家を悩ませてきた。  
このような批評とは反対に、元・アメリカ陸軍大将でアメリカアフリカ軍担当のカーター・ハムは、アフリカの軍事分野における中国・アメリカの利益と潜在的な協力について賛成を述べた。例として、中国がコンゴ民主共和国軍に巡視船を供給したことや、中国のハードウェアとして中国の請負業者がタンザニアに軍事研究所を建設したことを挙げ、それらはアメリカの訓練と組み合わせてアフリカの軍隊への共同支援を形成できると述べた。元米国の軍事請負企業、エリック・プリンスのフロンティア・サービス・グループは、中国の国有企業である中国中信集団と密接な関係を持ち、アフリカで活動する中国企業に警備や訓練サービスを提供している。 
2017年7月、中国はアフリカのジブチに初の海外軍事基地を設立した。 

### 文化

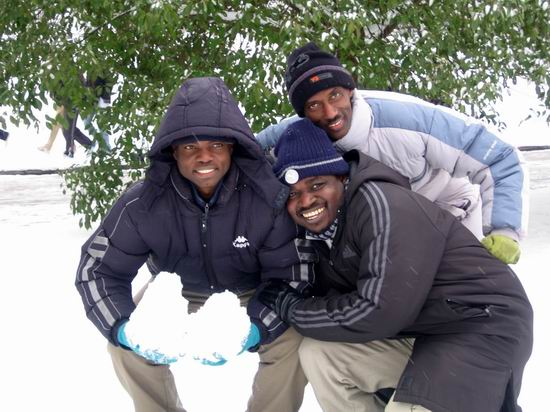
武漢、華中農業大学の留学生

アフリカには3つの中国文化センターがある。最初の海外中国センターは1988年にモーリシャスに開設され、その後、エジプトとベナンに2つ開設された。中国語と中国文化の普及に力を入れている孔子学院は、アフリカの13カ国に20のセンターを展開している。  
歴史的には、初期のアフリカ人の中国への移住についてはほとんど知られていない。経済的・政治的な結びつきが強まるにつれ、多くのアフリカ人がより良い経済的機会を求めて中国に移住してきた。「リトル・アフリカ」や「チョコレート・シティ」と呼ばれる場所では、ナイジェリア人を中心とした新しい移民の受け入れが増えている。アフリカ系移民の多くは広州に集中しており、その数は2万人と推定されている。中国には約1万人のアフリカ系不法移民がいると推定されており、2009年初頭から警察の取り締まりが激化している。 
対照的に、アフリカ大陸への初期の中国人移民については若干記録に残っている。1724年、植民地時代のオランダ帝国によってオランダ領東インド（現在のインドネシア）から数人の中国人囚人が労働者として南アフリカに連れてこられました。19世紀初頭には、農業、インフラ建設、鉱業などで働くため、イギリス人により連れられた移民の別の波が南アフリカにやってきた。近年、アフリカでの中国人の存在感が増しており、ある推定では100万人の中国人がいると言われている。 

## 批判
中国の対アフリカ関係における役割を、力関係や人権のバランスに焦点を当てて検証する様々な批判的な視点がある。中国のアフリカとの関係が新植民地主義的であるという懸念が、外部と共にアフリカ人からも起きている。こうした批判への対応として、海外で事業を展開する中国企業の行動憲章と指針として、中国は「企業の海外投資を奨励し標準化する9つの原則」を発表した。 
そんな批判の目を引いたのが、中国とジンバブエの関係である。中国はジンバブエにジェット戦闘機、車両、その他の軍事装備を供給していると非難された。中国は2007年、あらゆる援助を打ち切り、人道支援に限定すると宣言した。2008年7月、中国外務省はムガベに「行動するよう」要請したが、これは政権交代が起きた場合に中国が自国の利益を守るための手段であると批判されている。  
アフリカでの中国批判に関わるもう一つの注目を集めた出来事は、2008年夏季オリンピックに向けての動きであった。人権団体は、中国がダルフールでの大量殺戮を告発されているスーダン政府を支援していることを批判した。中国はスーダンの最大の経済パートナーであり、石油の40％のシェアを持ち、スーダンに小火器も販売している。中国はダルフール危機に対処するための国連安全保障理事会の行動に拒否権を行使すると脅し、「ダルフール問題は中国の内政問題ではなく、中国が引き起こしたものでもないため、両者を結びつけることは全くの不合理、無責任、不公平である。」と主張している。 

### 学術研究
- The Balancing Act of China's Africa Policy - (Wenping, He) Institute of West-Asian and African Studies, Chinese Academy of Social Sciences. China Security Vol. 3 No. 3 Summer 2007
- The Forest for the Trees: Trade, Investment and the China-in-Africa Discourse - (Sautman, Barry) Hong Kong University of Science & Technology / (Hairong, Yan) University of Hong Kong 28 May 2007
- Zhiqun Zhu (2007年). “China's New Diplomacy in Africa (post 1990)”.   Pr. of International Political Economy and Diplomacy of Bridgeport, USA. 2020年8月8日閲覧。

### メディア特別レポート
- Africa-China Trade - Financial Times
- Africa-China - Pambazuka.org, an African social justice watchdog

### メディア記事
- The summit in Beijing, Stephen Marks for Pambazuka.org - 14 December 2006
- China in Africa: Developing ties, BBC News - 29 November 2007

### 機関リンク
- China's role in development in Africa: Challenging the EU approach, Gisela Grieger, Library Briefing, Library of the European Parliament, 8 May 2013
- Africa's Burgeoning Ties with China - Finance & Development, a quarterly magazine of the International Monetary Fund, March 2008, Volume 45, Number 1
- The Rise of China and India - What's in it for Africa, Goldstein et al., for the Organisation for Economic Co-operation and Development, May 2006

### 公式リンク
- China-Africa Cooperation Forum
- China's African Policy - Ministry of Foreign Affairs, the People's Republic of China
- "China-Africa Relations", Ministry of Foreign Affairs of the People's Republic of China, 25 April 200
- Fairly looking upon Sino-African relations, People's Daily - 16 May 2006
- "Chinese FM calls for strengthening of new Sino-African strategic partnership" - ウェイバックマシン（2010年1月22日アーカイブ分）, Xinhua, 11 January 2010
- Assessing China's Role and Influence in Africa: Hearing before the Subcommittee on Africa, Global Health, and Human Rights of the Committee on Foreign Affairs, House of Representatives, One Hundred Twelfth Congress, Second Session, March 29, 2012